# Tobit
Tobit és un personatge bíblic que apareix al Llibre de Tobies.
Havia viscut a Tisbe, ciutat de Neftalí, a l'alta Galilea, situada entre Quèdeix al nord, Hassor a l'oest i Fògor al sud. Des de Tisbe va ser deportat a Assíria en temps de Salmanassar, rei d'aquell país.
Quan la mare de Tobit va morir, ell la va enterrar al costat del pare. Després se n'anà a Mèdia amb la seva dona i va viure a Ecbàtana amb el seu sogre Ragüel. Tobit va procurar als seus sogres una vellesa feliç i els va enterrar a Ecbàtana de Mèdia. I quedà hereu tant del patrimoni de Ragüel com del patrimoni del seu pare.
Tenia seixanta anys quan va perdre la vista i, després de recuperar-la gràcies al seu fill Tobies, va viure en l'abundància, fent caritats. Lloava Déu més que abans i proclamava la seva grandesa.
Abans de morir, va ser testimoni de la destrucció de Nínive i va veure com Aquiàcar, rei de Mèdia, hi deportava els habitants d'aquella ciutat. Tobies va beneir Déu per tot el que havia fet als ninivites i als assiris. Va tenir aquesta alegria abans de morir i beneí el Senyor. Tobit va morir en pau als cent dotze anys i fou sepultat honrosament a Nínive.

## Vegeu
- Llibre de Tobies